# Assemblée nationale (Zambie)
Pour les autres articles nationaux ou selon les autres juridictions, voir Assemblée nationale.
13e législature
Bâtiments du Parlement
L'Assemblée nationale (en anglais : National Assembly) est le parlement monocaméral de Zambie, qu'elle forme avec le président de la République.

## Système électoral
L'Assemblée nationale est composée de 167 sièges pourvus pour cinq ans, dont 156 au scrutin uninominal majoritaire à un tour dans autant de circonscriptions électorales. Dans chacune d'elles, le candidat ayant recueilli le plus de suffrages l'emporte. A ces députés directement élus s'ajoutent jusqu'à 8 autres nommés par le président de la République pour la représentation de compétences ou d'intérêts particuliers, ou en cas de sous représentation de l'un ou l'autre sexe. Enfin, trois membres sont ex officio : le vice-président de la République, le président de l'assemblée et le premier président adjoint. Ces deux derniers, élus par l'assemblée parmi des non parlementaires, deviennent ainsi membres de droit,.